# (8108) Wieland
(8108) Wieland (1995 BC16) – planetoida z grupy pasa głównego asteroid okrążająca Słońce w ciągu 3,65 lat w średniej odległości 2,37 au. Odkryta 30 stycznia 1995 roku.